# Manambolosy
Manambolosy est une commune rurale malgache dans la région d'Ambatosoa.